# Türbe

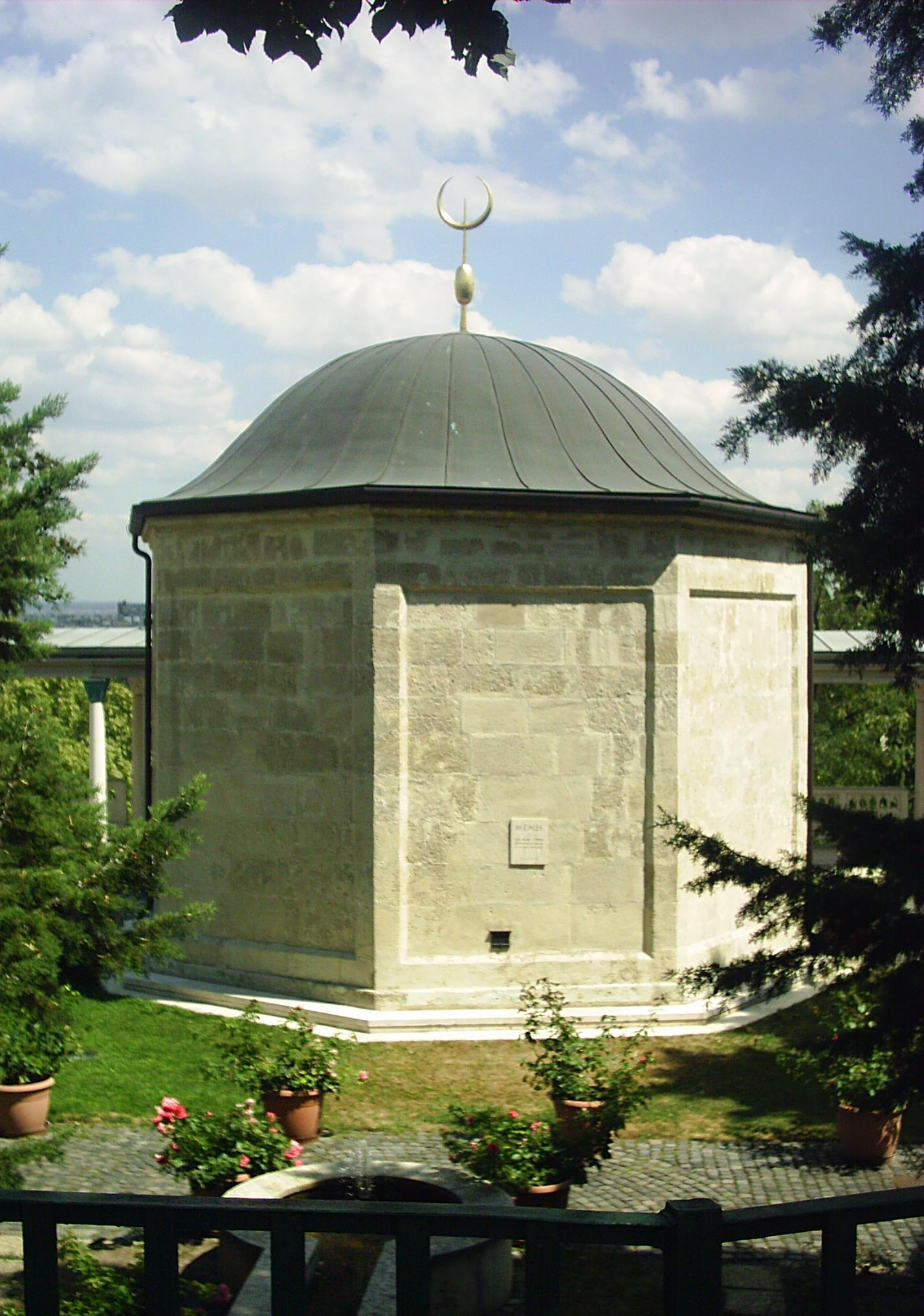
Türbe Gül Baby w Budapeszcie

Türbe, tiurbe – turecki grobowiec, mauzoleum, które budowano dla prominentnych osobistości (sułtanów, wodzów, przywódców religijnych). Jego perska nazwa to gonbad. Türbe pojawiły się po raz pierwszy w XI-wiecznym budownictwie seldżuckim w Iranie, a później wskutek seldżuckich podbojów zaczęły się rozprzestrzeniać w Anatolii. Tradycję budowania türbe kontynuowali Turcy osmańscy.
Pierwsze türbe miały postać wieży i osiągały nawet 60 metrów wysokości, przypominając walcowy lub stożkowy kształt seldżuckich namiotów. W XII w. pojawiły się türbe o podstawie w kształcie wielokąta (sześcio- lub ośmiokąta). Najstarsze türbe, które dotrwało do naszych czasów, znajduje się w irańskim Gorganie i zostało wybudowane w latach 1006–1007 (zobacz: Grobowiec w Gonbad-e Kawus). Anatolijskie türbe miały kształt walca lub graniastosłupa, poza wypukłą kopułą.
Türbe może stać samodzielnie, ale najczęściej jest częścią jakiegoś kompleksu kultowego, np. meczetu.
W najbliższej odległości od granic Polski można spotkać türbe na Węgrzech, gdzie powstawały w czasie tureckiej okupacji w XVI i XVII w. Wśród nich najbardziej znane jest budapeszteńskie türbe Gül Baby i türbe Idrisa Baby w Peczu.

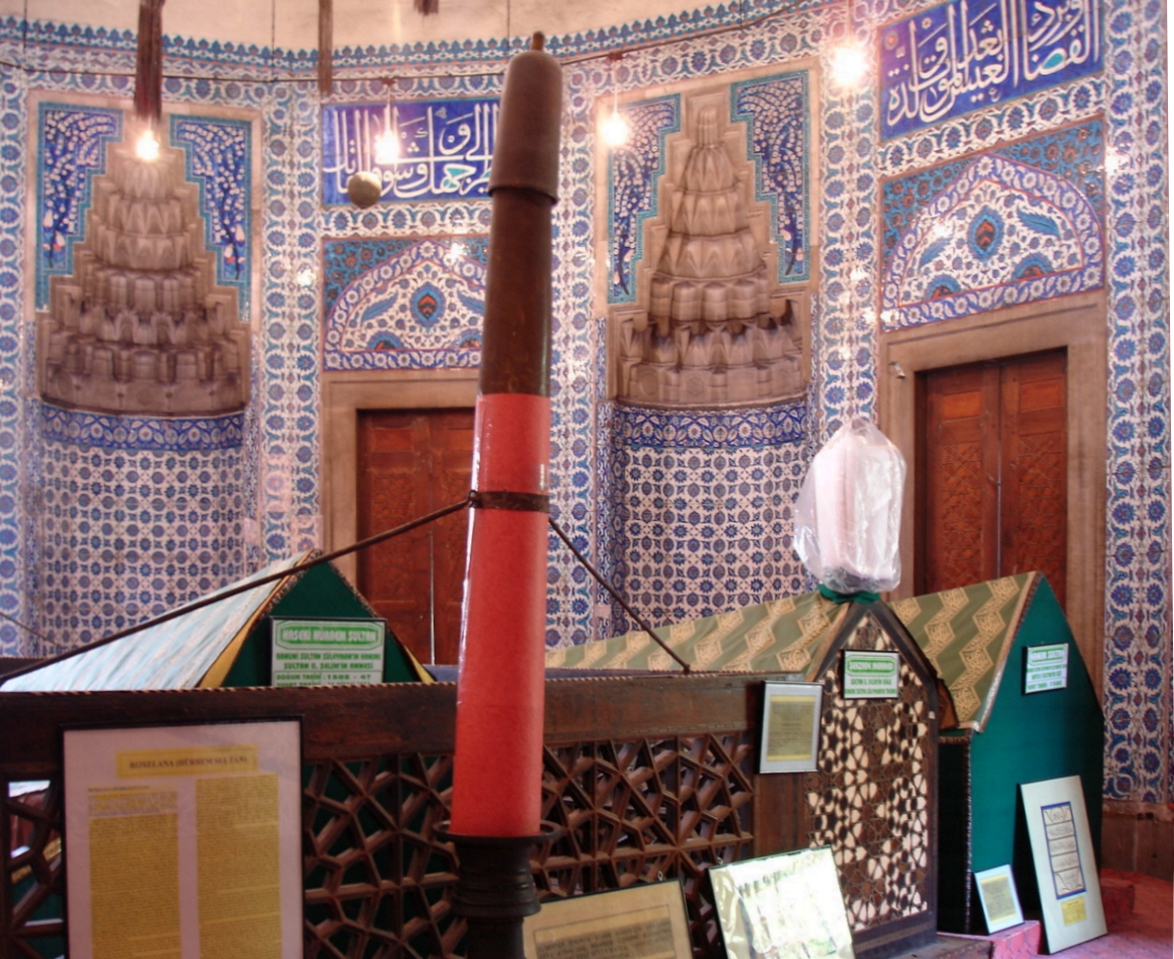
Türbe Roksolany, żony sułtana Sulejmana Wspaniałego w Stambule
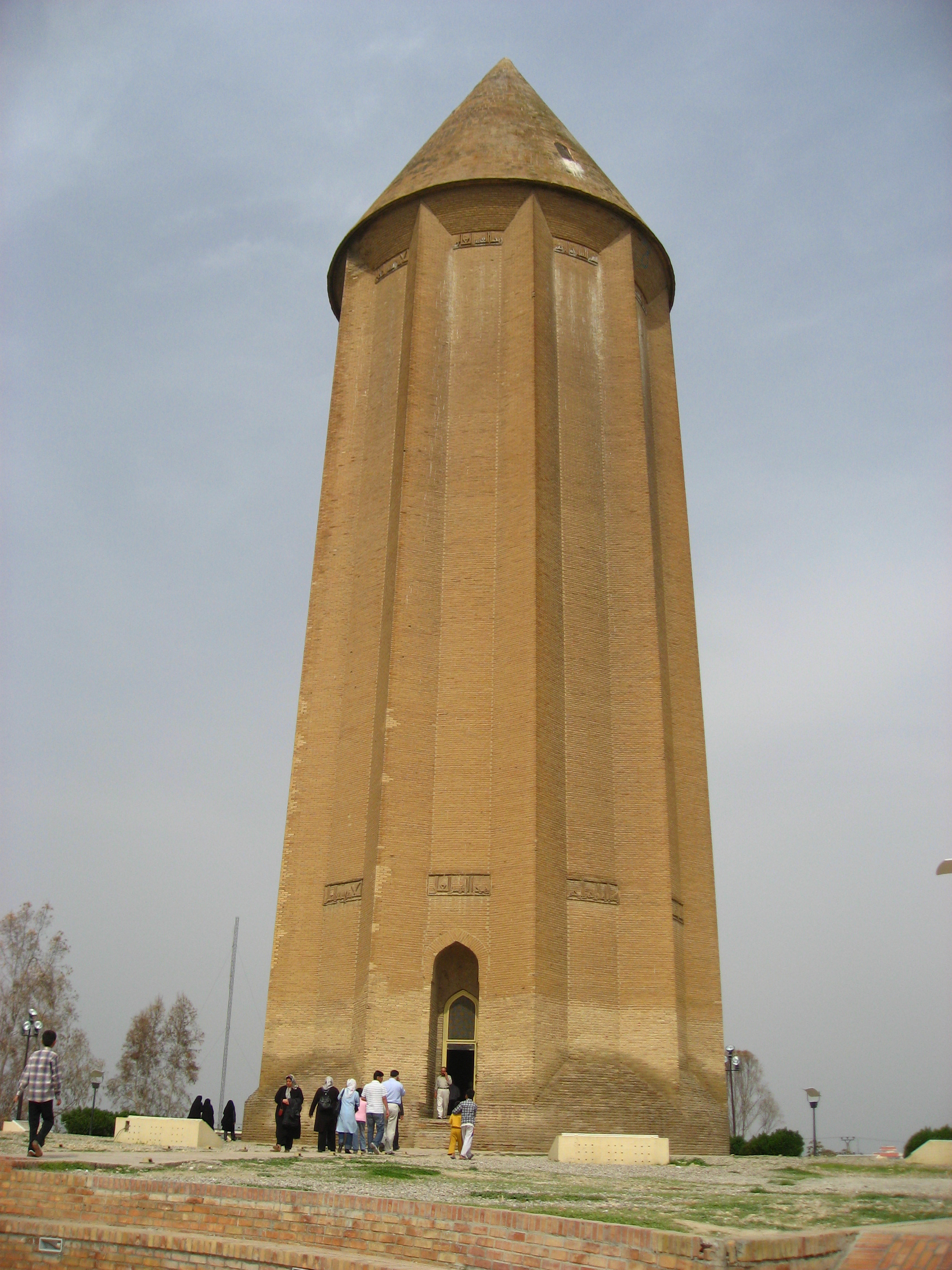
Gonbad-e Kawus, najstarsze znane türbe; Iran
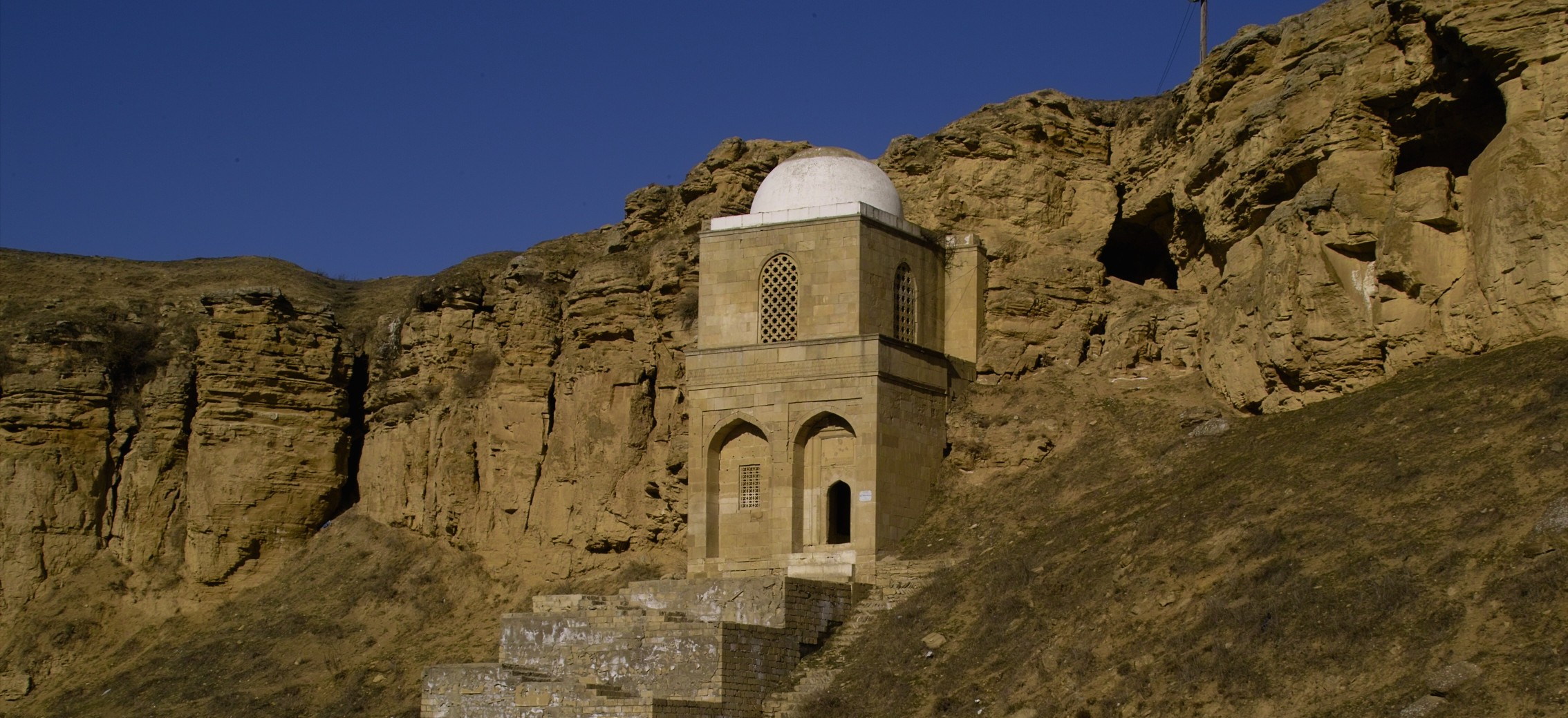
Türbe Diri Baby w Azerbejdżanie